# Канна (Алтайский край)
Канна (нем. Kana, также Самара, Канны) — село в Табунском районе Алтайском крае, в составе Большеромановского сельсовета.
Основано в 1910 году.
Население - 57 (2013)

## Физико-географическая характеристика
Село расположено на востоке Табунского района в пределах Кулундинской равнины, относящейся к Западно-Сибирской равнине, в 12 км к западу от озера Кулундинское, на высоте 118 метров над уровнем моря. Рельеф местности - равнинный, село окружено полями. Распространены каштановые почвы.
По автомобильным дорогам расстояние до административного центра села Большеромановка - 15 км, до районного центра села Табуны - 19 км, до краевого центра города Барнаула - 430 км, до ближайшего города Славгород - 35 км.

## История
Основано в 1911 году. Названо по поволжской колонии Кано. До 1917 – в составе Славгородской волости Барнаульского уезда Томской губернии. Лютеранский приход Томск - Барнаул. До коллективизации немцы селились хуторами, каждая семья имела 30-40 га земли.
В годы коллективизации организован колхоз имени Клары Цеткин, многих раскулачили. В 1946 году сюда переселяют немцев с Украины, живших на оккупированной территории

## Население
Динамика численности населения по годам:
| 1926 | 1980 | 1987 | 2006 |
| ---- | ---- | ---- | ---- |
| 365  | 460  | 437  | 307  |

| 1926 | 1980 | 1987 | 1997 | 1998 | 1999 | 2000 |
| ---- | ---- | ---- | ---- | ---- | ---- | ---- |
| 269  | ↘207 | ↗245 | ↗248 | ↘245 | →245 | ↘228 |
| 2001 | 2002 | 2003 | 2004 | 2005 | 2006 | 2007 |
| ↗241 | ↘234 | ↘218 | ↗219 | →219 | ↘154 | ↘128 |
| 2008 | 2009 | 2010 | 2011 | 2012 | 2013 |      |
| ↘98  | ↘91  | ↘65  | ↘62  | ↘60  | ↘57  |      |